# مالویابلونوو
مالویابلونوو (انگلیسی: Maloyablonovo) یک شهرک در بخش پروخوروفسکی استان بلگورود کشور روسیه است.